# مراد بك

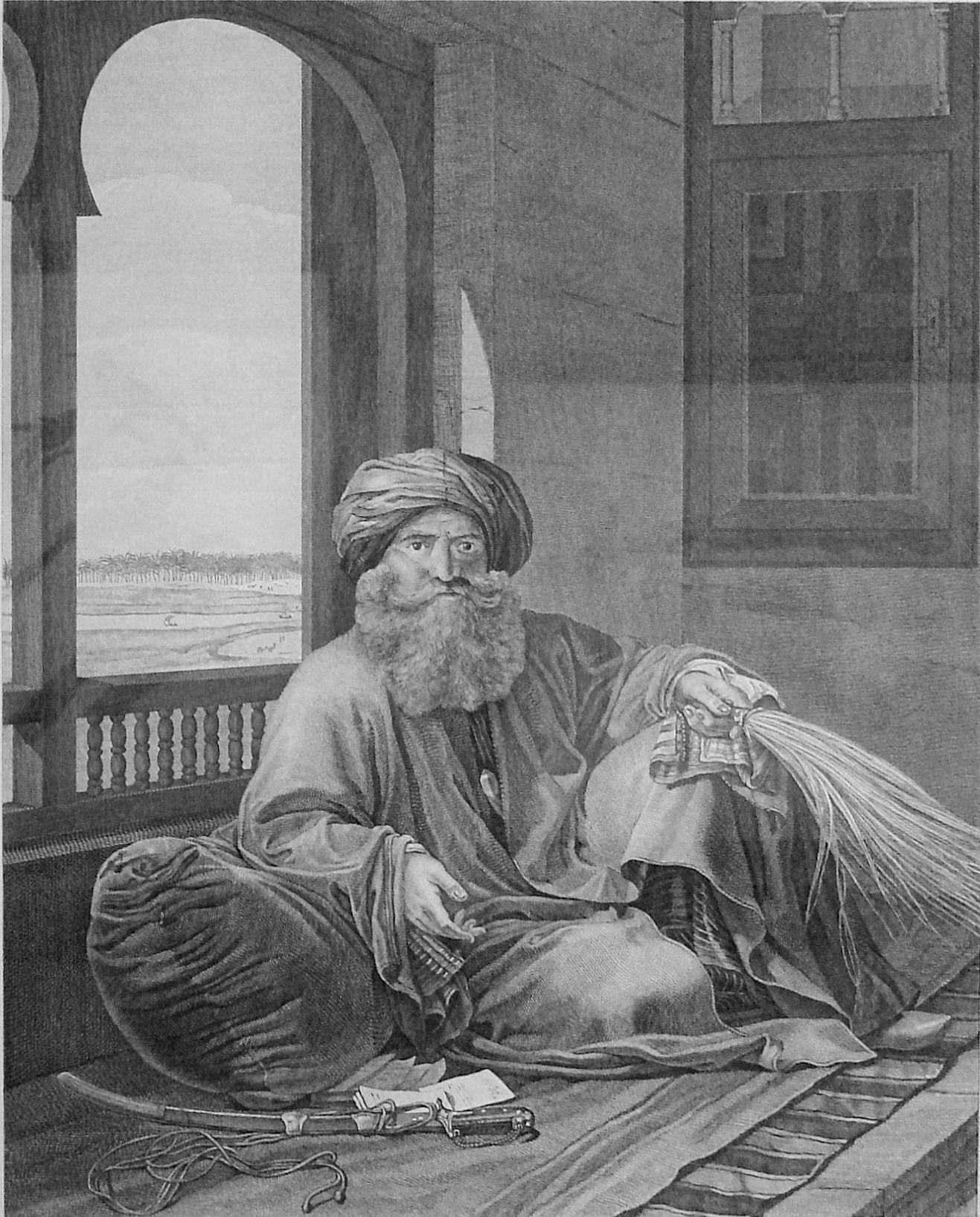
مراد بك من كتاب وصف مصر عام 1809

مراد بك مواليد 1750 - وفيات 1801 المصري المملوكي الجركسي الأصل زعيم (بك) سلاح الفرسان والحاكم المشترك لمصر مع إبراهيم بك.
وبعد هزيمته على يد نابليون في معركة الأهرام، فر مراد إلى صعيد مصر، شن حرب عصابات قصيرة ضد الحملة بقيادة دوزيه لمدة عام. في عام 1800 عقد مراد بك اتفاقية سلام مع جان بابتيست كليبر، ووافقت عليها حامية القاهرة، ولكنه توفي من الطاعون أثناء رحلته هناك.

## شخصيته
| مراد بك               | كان يغلب على طبع مراد الخوف والجبن مع التهور والطيش والتورط في الإقدام مع عدم الشجاعة.. وكان من أعظم الأسباب في خراب الأقاليم المصرية | مراد بك |
| — عبد الرحمن الجبرتي، | |         |

حياةٌ غريبة عاشها مراد بك الذي قال عنه الجبرتي في نعيه في وفيات أبريل عام 1801 «أنه كان من الأسباب في خراب الإقليم المصري بما تجدد منه ومن مماليكه وأتباعه من الجور والقصور، ومسامحته لهم فلعل الهم يزول بزواله».

## تاريخه

شعار المماليك البايات

بدأ مراد حياته كأحد مماليك علي بك الكبير، وكان من قادة جيوش علي بك التي ذهبت إلى الشام لضمها إلى الدولة المصرية، ولكنه خان سيده، وقاتل علي بك الكبير إلى أن مات على يد قوات محمد بك أبو الدهب، الذي أصبح الحاكم لمصر وسعى لتثبيت الحكم العثماني واسترضاء السلطان العثماني ولكنه لم يمكث إلا ثلاثة أعوام مات بعدها فجأة، ثم تولى إبراهيم بك الحكم وتقاسم بعض سلطاته مع مراد بك (1790-1798) دون الدخول تحت طاعة الباشا الذي عينه السلطان العثماني.
ويحكي «عبد الرحمن الجبرتي» عن واقع الحكم المشترك فيقول: «وعكف مراد بك على لذاته وشهواته وقضى أكثر زمانه خارج المدينة مرة بقصره الذي أنشأه بالروضة وأخرى بجزيرة الذهب وأخرى بقصر قايماز جهة العادلية كل ذلك مع مشاركته لإبراهيم بك في الأحكام والنقض والإبرام والإيراد والإصدار ومقاسمة الأموال والدواوين وتقليد مماليكه وأتباعه الولايات والمناصب وأخذ في بذل الأموال وإنفاقها على أمرائه وأتباعه فانضم إليه بعض أمراء علي بك وغيره ممن مات أسيادهم كعلي بك المعروف بالملط وسليمان بك الشابوري وعبد الرحمن بك عثمان فأكرمهم وواساهم ورخص لمماليكه في هفواتهم وسامحهم في زلاتهم وحظي عنده كل جريء غشوم عسوف ذميم ظلوم فانقلبت أوضاعهم وتبدلت طباعهم وشرهت نفوسهم وعلت رؤوسهم فتناظروا وتفاخروا وطمعوا في أستاذهم وشمخت آنافهم عليه وأغاروا حتى على ما في يده واشتهر بالكرم والعطاء فقصده الراغبون وامتدحه الشعراء والغاوون وأخذا الشيء من غير حقه وأعطاه لغير مستحقه»
إلا أن شريكي الحكم فوجئا بحملةٍ عسكرية أرسلها عبد الحميد الأول بقيادة حسن باشا الجزايرلي فقاوما هذه الحملة، غير أن حسن باشا انتصر عليهما، وحتى يكسبهما إلى جانبه أعطاهما حكم المنطقة الواقعة ما بين برديس - قرب سوهاج - حتى شلال أسوان
غير أن المماليك حشدوا صفوفهم وهيأوا الفرصة لإبراهيم بك ومراد بك للعودة إلى القاهرة والسيطرة على البلاد مرة أخرى. وآل بعدها إلى مراد بك وإبراهيم بك منصب شيخ البلد، وكان شيخ البلد حينها هو الحاكم الفعلي لمصر

## بداية السلطة = بداية الظلم
ويروي الجبرتي في يومياته بأن أمراء مماليك اعتدوا على بعض فلاحي مدينة بلبيس فحضر وفد منهم إلى الشيخ عبد الله الشرقاوي وكان شيخاً للأزهر وقتها، وقدموا شكواهم له ليرفع عنهم الظلم. غضب الشرقاوي وتوجه إلى الأزهر، وجمع المشايخ، وأغلقوا أبواب الجامع، وأمروا الناس بترك الأسواق والمتاجر. واحتشدت الجموع الغاضبة من الشعب. فأرسل إبراهيم بك شيخ البلد لهم أيوب بك الدفتردار، فسألهم عن أمرهم. فقالوا: نريد العدل ورفع الظلم والجور وإقامة الشرع وإبطال الحوادث والمكوسات (الضرائب). وخشي زعيم الأمراء مغبة الثورة فأرسل إلى علماء الأزهر يبريء نفسه من تبعة الظلم، ويلقيها على كاهل شريكه مراد بك. وأرسل في الوقت نفسه إلى مراد يحذره عاقبة الثورة، فاستسلم مراد بك ورد ما اغتصبه من أموال، وأرضى نفوس المظلومين. لكن العلماء طالبوا بوضع نظام يمنع الظلم ويرد العدوان.
واجتمع الأمراء مع العلماء، وكان من بينهم الشيخ السادات وعمر مكرم والشيخ الشرقاوي والشيخ البكري والشيخ الأمير. وأعلن الظالمون أنهم تابوا والتزموا بما اشترطه عليهم العلماء. وأعلنوا أنهم سيبطلون المظالم والضرائب والكف عن سلب أموال الناس والالتزام بإرسال صرة مال أوقاف الحرمين الشريفين والعوائد المقررة إليهم وكانوا ينهبونها. وكان قاضي القضاة حاضراً، فكتب على الأمراء وثيقة أمضاها الوالي العثماني وإبراهيم بك ومراد بك شيخا البلد.
وعندما وصل جنود الحملة الفرنسية غرب مدينة الإسكندرية في 2 يوليو عام 1798 زحفوا على المدينة واحتلوها بعد مقاومة من جانب أهلها وحاكمها محمد كريم دامت ساعات. وبعد ذلك أخذ نابليون يزحف على القاهرة بطريق دمنهور، حيث استطاع الفرنسيون احتلال مدينة رشيد في 6 يوليو ووصلوا إلى الرحمانية وهي قرية على النيل وفي تلك الأثناء، كان المماليك يعدون جيشاً لمقاومة الجيوش الفرنسية بقيادة مراد بك حيث التقى الجيشان بالقرب من شبراخيت في 13 يوليو إلا أن الجيوش المملوكية هُزِمَت واضطرت إلى التقهقر فرجع مراد بك إلى القاهرة.
وعن هذه الموقعة يقول الجبرتي: التقى العسكر المصري مع الفرنسيس فلم تكن إلا ساعة وانهزم مراد بك ومن معه ولم يقع قتال صحيح وإنما هي مناوشة من طلائع العسكرين بحيث لم يقتل إلا القليل من الفريقين واحترقت مراكب مراد بك بما فيها من الجبخانة والآلات الحربية واحترق بها رئيس الطبجية خليل الكردلي".

## مقاومته للحملة الفرنسية

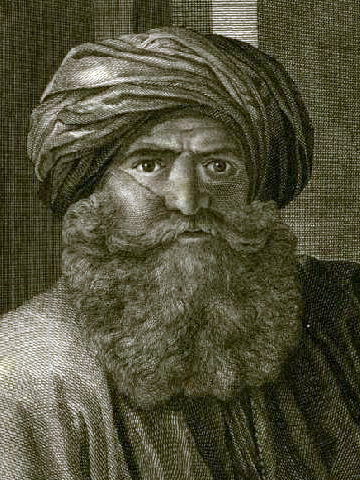

كانت قوات مراد بك تمتد من بشتيل وإمبابة إلى الأهرامات وكان جيشه يتألف من نحو خمسين ألفاً من المماليك وممن انضم إليهم من الانكشارية وغيرهم، هذا عدا العربان الذين تألفت منهم إلى حد كبير ميسرة الجيش الممتدة من الأهرامات. غير أن جيش مراد بك كان يعاني من سوء التدبير وإهمال أمر العدو، فضلاً عن الجفاء الواضح بين مراد بك وإبراهيم بك بسبب التنافس القديم على السلطة 
التقى كلٌ من الجيش الفرنسي والجيش المملوكي مرة أخرى في موقعة إمبابة أو موقعة الأهرام، حيث هُزِمَ جيش مراد بك مرة أخرى في هذه المعركة الفاصلة في 21 يوليو، وفر مراد بك وبقايا جيشه إلى الجيزة، فصعد إلى قصره وقضى بعض أشغاله في نحو ربع ساعة، ثم توجه إلى الصعيد. وأما إبراهيم بك الذي كان مرابطاً بالبر الشرقي من النيل فحين رأى الهزيمة حلت بجيوش مراد بك أخذ من تبعه من مماليك ومصريين والوالي التركي وانسحبوا جميعاً قاصدين بلبيس.
وبذلك خلت القاهرة من قوة الدفاع، فاستطاع نابليون بونابرت احتلالها ودخل القاهرة في 24 يوليو عام 1798 مصحوباً بضباطه وأركان حربه ونزل بقصر محمد بك الألفي في الأزبكية.
أرسل نابليون بونابرت حملة إلى الصعيد لمطاردة مراد وإخضاع الصعيد بقيادة الجنرال ديزيه، ثم أرسل إليه أيضاً قنصل النمسا في الإسكندرية شارل روزنتي برسالةٍ مضمونها أن يقدم مراد الطاعة إلى الفرنسيين، مقابل ذلك يجعله الفرنسيون حاكماً على الصعيد. رفض مراد هذا العرض بحسم، وقال لـ«روزنتي»: «ارجع وقل لـ» نابليون«أن يجمع عساكره ويرجع إلى الإسكندرية ويأخذ منا مصروف عسكره، ويحمي نفسه وجنوده منا»!
كان مستغرباً أن يتحدث مراد بك بهذه الثقة الزائدة التي تعكس استخفافاً بالغاً بالخصم الذي هزم مراد شر هزيمةٍ في إمبابة وجعله يفر بجيشه إلى الصعيد. وبطبيعة الحال كان الرد المستفز بداية لحملة مطاردة طويلة بين ديزيه ومراد. انطلق مراد يجوب الصعيد وخلفه ديزيه يتبعه، كان مراد يسبق ديزيه بيومٍ أو ليلة. ويبدو أن مراد كان متيقناً من أنه لن يتمكن من مواجهة قوات الفرنسيين، خاصة أنهم يملكون المدافع ويفتقدها هو، لذا اتبع معهم خطة الفرار، والتي تؤدي إلى إنهاك خصمه في مطاردته عبر صحراء شاسعة وبلدان لا يعرف ديزيه عنها شيئاً، وفي المطاردة يفقد الفرنسيون الزاد والمئونة والسلاح أيضاً.
حققت هذه الخطة بعض أهدافها، لكن الذي تحمل ثمن وتكلفة تلك الخطة هم المصريون أبناء الصعيد، فلم يكن مراد ينزل بمدينة حتى يلزم أهلها بدفع «الميري» أي الضرائب التي كان يحصلها من الأهالي بعنف، ولا يهم إن كان الأهالي قد دفعوا الضريبة نفسها من قبل للدولة، ثم ما يكاد يتركها، حتى يتبعه ديزيه لينهب هو الآخر، فقد كان بحاجة إلى المال والطعام، فكان جنوده يأخذون الحبوب التي لدى الفلاحين ويذبحون حيواناتهم وطيورهم كطعام لهم، ثم يخلعون أسقف البيوت وأبوابها ونوافذها للتدفئة بها في ليل الشتاء، ويفرضون الضرائب الباهظة من جديد على الأهالي.

## تعاونه مع الفرنسيين
لم يكن مراد معتاداً على هذا النوع من المعيشة، بعيداً عن قصوره وجواريه، وحياة الرفاهية التي يعيشها، فبدأت المراسلات بين كليبر ومراد بك، وانتهت باجتماعهما في الفيوم حيث اتفقا على أن يحكم مراد بك الصعيد باسم الجمهورية الفرنسية. وتعهد كليبر بحمايته إذا تعرض لهجوم أعدائه عليه، وتعهد مراد بك من جانبه بتقديم النجدة اللازمة لمعاونة القوات الفرنسية إذا تعرضت لهجوم عدائي أيًا كان نوعه، وأن يمنع أي قوات أو مقاتلين من أن يأتوا إلى القاهرة من الصعيد لمحاربة الفرنسيين، وأن يدفع مراد لفرنسا الخراج الذي كان يدفعه من قبل للدولة العثمانية، ثم ينتفع هو بدخل هذه الأقاليم.
وكانت قمة خيانة مراد بك بحق أثناء ثورة القاهرة الثانية، حيث شارك في عمليات القتال ضد المصريين، ومنع عن القاهرة الإمدادات الغذائية التي كانت ترد إليها من الصعيد ومن الجيزة، فيُذكر أنه قد صادر شحنة من الأغذية والخراف تقدر بأربعة آلاف رأس كانت آتية من الصعيد لنجدة أهل القاهرة، وقدمها هديةً إلى كليبر والجيش الفرنسي، وكادت القاهرة تسقط في مجاعةٍ حقيقية.

## دوره في مساعدة الحملة ضد الثورة
لم يكتفِ مراد بذلك، بل سارع أيضاً بإرسال الهدايا والإمدادات إلى جيش كليبر الذي يحاصر القاهرة، وقدم للفرنسيين المؤن والذخائر، وسلمهم العثمانيين اللاجئين إليه، وسعى إلى سحب المماليك الشرفاء الذين يقاتلون الفرنسيين داخل القاهرة إلى جواره لينضموا إليه في معاهدته وينهي بذلك ثورة القاهرة. ولما فشل في ذلك، كان هو الذي أسدى كليبر النصح بأن يحرق القاهرة على من فيها، وهو الذي أمد الفرنسيين بالبارود والمواد الحارقة التي استخدمت بالفعل في تدمير أحياء القاهرة. وكان مراد قد اشترى هذا البارود من قبل بأموال المصريين التي جمعها منهم للدفاع عن مصر ضد أي خطرٍ يمكن أن تتعرض له.
وبالفعل أشعل الجنود الفرنسيون الحرائق في البيوت والمتاجر والوكالات، فاندلعت النيران في حي بولاق (مصدر الثورة) وسقطت البيوت على من فيها، وتناثرت جثث القتلى، واستمر الضرب بالمدافع حتى دمر الحي بأكمله. ثم تتابع هجوم الفرنسيين على سائر أحياء القاهرة، حياً حياً، واستمرت هذه الأهوال ثمانية أيام جرت في أثنائها الدماء أنهاراً في الشوارع، وأصبحت أحياء القاهرة خراباً.

## نسخة مصرية من نيرون
هكذا بدا مراد بك في تلك اللحظة من التاريخ
ويذهب الجبرتي إلى أنه لولا انضمام مراد بك إلى كليبر لما انتهت ثورة القاهرة الثانية بهذه الهزيمة الساحقة للمصريين وتدمير القاهرة
انطلق مراد بعد ذلك إلى الصعيد، واستقر في جرجا، وكانت رسائل قادة الحملة إلى مينو -الذي تولى قيادة الحملة الفرنسية بعد اغتيال كليبر على يد سليمان الحلبي في 14 يونيو عام 1800 - تؤكد إخلاص مراد وولاءه الشديد للفرنسيين.

## تعاونه مع الإنجليز ضد الفرنسيين
ومن مكانه في الصعيد، أخذ مراد بك يتابع الموقف في القاهرة والإسكندرية بدقة شديدة، وبدأ يرى بعينيه نهاية الحملة، واقتنع بضعف الفرنسيين أمام الإنجليز. ولأنه لا يستطيع أن يعيش بلا خيانة، فقد اتصل مراد بالإنجليز، ونجحت مفاوضاته معهم بالفعل، وأعلن الإنجليز أنهم سيصفحون عن كل ما ارتكبه مراد إذا ما انضم إلى الإنجليز في المعركة الأخيرة التي كان يجري التحضير لها لإنهاء وجود الحملة في مصر. وهكذا أبدى مراد استعداده التام للانضمام إلى الإنجليز ومحاربة الفرنسييين. وبدا أن مراد بك يغير انتمائه في سرعة كما يغير الواحد منا قميصه في يوم صيفي حار. وكانت انتماءات مراد كلها لمصلحته ولم تقترب قط من مصلحة المصريين.

## وفاته
وفي ذروة سعادته بأنه نجح في أن يلعب على الجانبين الفرنسي والإنجليزي بنجاح، كان المرض القاتل ينتظره.
فقبل نشوب المعركة الأخيرة بين الإنجليز والفرنسيين، أصاب الطاعون مراد، ومات به في 22 أبريل عام 1801 ودفن في سوهاج.